# Malaclemys terrapin
Pour les articles homonymes, voir Terrapin.
Genre
Synonymes
- Malacoclemmys Agassiz 1857

Espèce
Synonymes
- Testudo terrapin Schoepff, 1793
- Testudo centrata Latreille in Sonnini & Latreille, 1801
- Testudo concentrica Shaw, 1802
- Testudo ocellata Link, 1807
- Emys concentrica polita Gray 1830
- Emys concentrica livida Gray 1831
- Emys macrocephalus Gray 1844
- Emys pileata Wied, 1865
- Malaclemmys littoralis Hay, 1904
- Malaclemmys macrospilota Hay, 1904
- Malaclemmys littoralis rhizophorarum Fowler, 1906

Statut de conservation UICN

 NT  : Quasi menacé
Statut CITES
Malaclemys terrapin, unique représentant du genre Malaclemys, est une espèce de tortue de la famille des Emydidae.

## Répartition
Cette espèce se rencontre sur la côte est de l'Amérique du Nord :
- Malaclemys terrapin centrata se rencontre en Caroline du Nord, en Caroline du Sud, en Géorgie et en Floride ;
- Malaclemys terrapin littoralis se rencontre au Texas ;
- Malaclemys terrapin macrospilota se rencontre en Floride ;
- Malaclemys terrapin pileata se rencontre en Floride, en Alabama, au Mississippi, en Louisiane et au Texas ;
- Malaclemys terrapin rhizophorarum se rencontre en Floride ;
- Malaclemys terrapin tequesta se rencontre en Floride ;
- Malaclemys terrapin terrapin se rencontre au Maryland, Massachusetts, à New York, à Rhode Island, au Connecticut, au New Jersey, au Delaware, en Virginie et en Caroline du Nord.

Sa présence est incertaine aux Bermudes, où elle aurait pu être introduite.

## Liste des sous-espèces
Selon TFTSG (30 mai 2011) :
- Malaclemys terrapin centrata (Latreille, 1801)
- Malaclemys terrapin littoralis Hay, 1904
- Malaclemys terrapin macrospilota Hay, 1904
- Malaclemys terrapin pileata (Wied-Neuwied, 1865)
- Malaclemys terrapin rhizophorarum Fowler, 1906
- Malaclemys terrapin tequesta Schwartz, 1955
- Malaclemys terrapin terrapin (Schoepff, 1793)

## Description

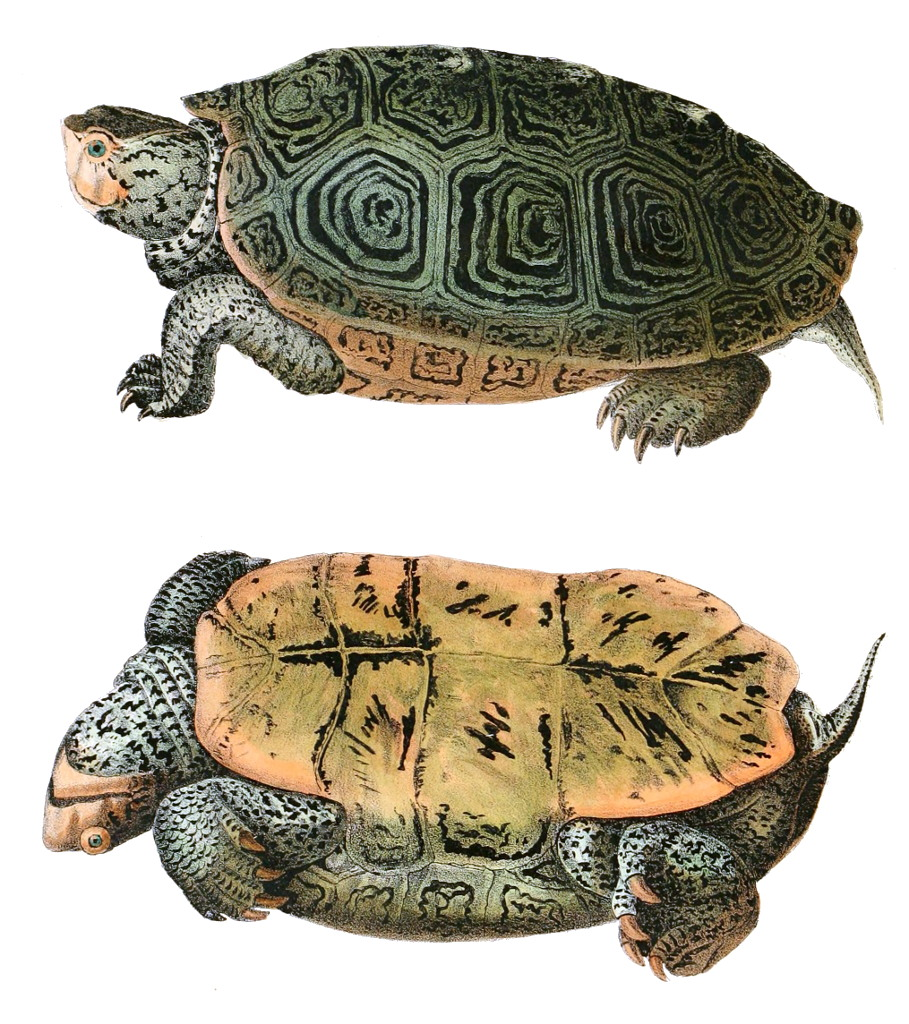
Malaclemys terrapin

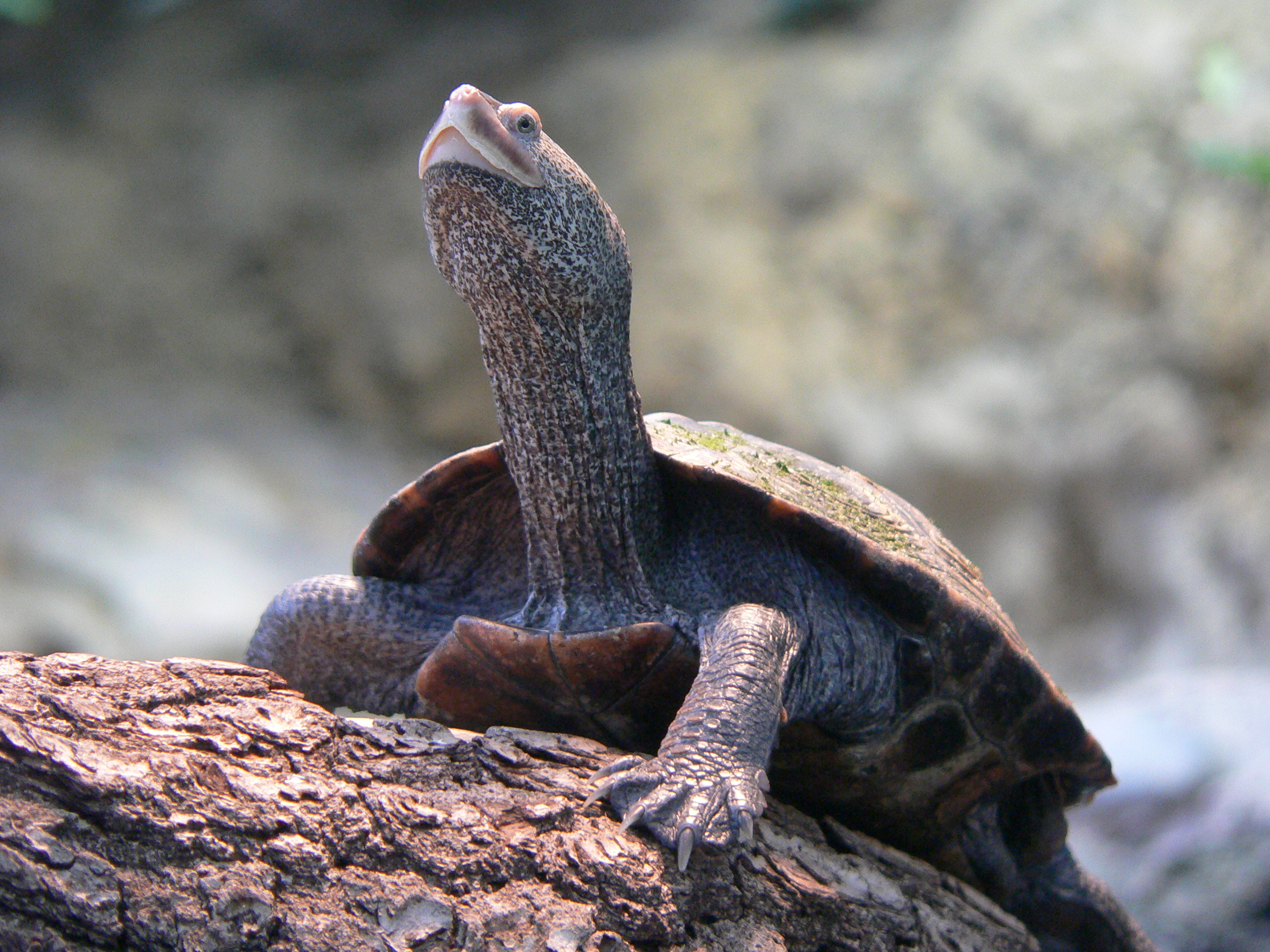
Malaclemys terrapin

C'est une tortue aquatique. Elle a une carapace qui peut varier du brun au gris, et le corps qui peut être gris, brun, jaune ou blanc. Elles présentent également des points noirs de taille et de densité variables sur le corps.

Les mâles atteignent environ 12 à 13 cm de longueur, et les femelles environ 18 à 20 cm.
Les animaux vivant dans des milieux plus chauds ont tendance à devenir plus grand.
Ces tortues se reproduisent au début du printemps. Les femelles pondent de 5 à 12 œufs dans des dunes.
Ceux-ci éclosent en fin d'été.
La maturité sexuelle intervient vers l'âge de 2 à 3 ans chez les mâles et vers l'âge de 6 à 7 ans chez les femelles.
Ils se nourrissent de crustacés (petits crabes et crevettes, …) et occasionnellement de petits poissons.

## État des populations, pressions, menaces
Comme toutes  les tortues, cette espèce est menacée, en mer (par le filets, par la surpêche, par l'ingestion de déchets flottants ou entre deux eaux), et quand elle vient se reproduire sur terre.
Un de ses prédateurs est le raton laveur. Une étude a porté sur la manière dont le raton-laveur (Procyon lotor) détecte les nids de cette espèce dont ils apprécient les œufs ou les jeunes ; Les chercheurs ont construit de faux nids dans une zone de ponte de la tortue, très fréquentée par les ratons laveurs. Le marquage des nids au moyen de drapeaux n'a pas augmenté le taux de prédation, mais le parfum de l'homme a diminué le taux de prédation.
Pour localiser les nids de tortues, les ratons laveurs semblent utiliser des indices de perturbation du sol, ou l'odeur de l'eau de mer laissée par la femelle, ou une combinaison de ces indices.

## Publications originales
- Fowler, 1906 : Some cold–blooded vertebrates of the Florida Keys. Proceedings of the Academy of Natural Sciences of Philadelphia, vol. 58, p. 77–113 (texte intégral).
- Gray, 1844 : Catalogue of Tortoises, Crocodilians, and Amphisbaenians in the Collection of the British Museum. British Museum (Natural History), London, p. 1-80 (texte intégral).
- Hay, 1904 : On the existing genera of the Trionychidae. Proceedings of the American Philosophical Society, vol. 42, p. 268–274 (texte intégral).
- Schoepff, 1793 : Historia Testudinum Iconibus Illustrata. Erlangae, Ioannis Iacobi Palm, p. 1–136 (texte intégral).
- Schwartz, 1955 : The diamondback terrapins (Malaclemys terrapin) of peninsular Florida. Proceedings of the Biological Society of Washington, vol. 68, p. 157–164 (texte intégral).
- Sonnini de Manoncourt & Latreille, 1801 : Histoire Naturelle des Reptiles, avec Figures Dessinées d'après Nature. Détérville, vol. 1, p. 1-280 (texte intégral).
- Wied-Neuwied, 1865 : Verzeichniss der Reptilien, welche auf einer Reise im nördlichen America beobachtet wurden. Nova acta Academiae Caesareae Leopoldino-Carolinae Germanicae Naturae Curiosorum, vol. 32, p. 1–143.